# Georg Enoch Freiherr von und zu Guttenberg

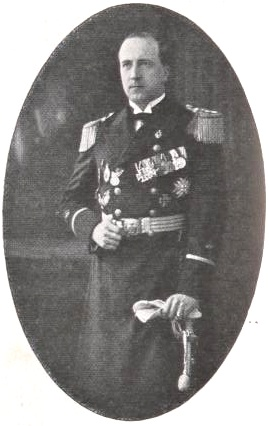
Georg Enoch Freiherr von und zu Guttenberg als kaiserlicher Marineoffizier

Georg Enoch Buhl Freiherr von und zu Guttenberg (* 11. November 1893 in Würzburg; † 21. Dezember 1940 ebenda) war ein Mitglied der Ersten Kammer des Bayerischen Landtages, der Kammer der Reichsräte.

## Familie
Freiherr von Guttenberg gehörte zum fränkischen Adelsgeschlecht der Familie Guttenberg, die 1700 von Leopold I. in den Reichsfreiherrenstand erhoben wurde.
Guttenbergs Eltern waren Karl-Theodor Freiherr von und zu Guttenberg (1854–1904) und Maria Gräfin von Rotenhan (1860–1945), sie heirateten im Jahr 1888. Guttenberg hatte drei Geschwister: Maximilian (1889–1914), Elisabeth (1891–1946), die 1911 Clemens Schenk Graf von Stauffenberg heiratete, und Karl Ludwig (1902–1945), Widerstandskämpfer im Dritten Reich.
Guttenberg heiratete 1919 Elisabeth Freiin von und zu der Tann-Rathsamhausen (1900–1998). Sie hatten vier Kinder: Philipp Franz (1920–1943), Karl Theodor (1921–1972; er war Parlamentarischer Staatssekretär und Abgeordneter des Deutschen Bundestages), Maria Nives (* 1925) und Therese (1929–1953), die mit dem Architekten Alexander von Branca verheiratet war. 1920 wurde er durch Franz Eberhard Buhl adoptiert und führte dadurch den Familiennamen Buhl-Freiherr von und zu Guttenberg.
Einer seiner Enkel war der Dirigent Enoch zu Guttenberg, einer seiner Urenkel der ehemalige Bundesminister Karl-Theodor Buhl-Freiherr von und zu Guttenberg.

## Biografie
Nach dem Tod seines Bruders Maximilian nahm Guttenberg 1915 dessen Platz in der Kammer der Reichsräte ein, den er bis Kriegsende 1918 innehatte. Nach dem Protokoll hatte Guttenberg als jüngster Reichsrat neben dem ältesten, Franz von Buhl zu sitzen, der ihm, da er selbst keine Erben hatte, seinen Besitz in Deidesheim, das Weingut Reichsrat von Buhl vermachte, seinerzeit eines der größten Deutschlands.
Während des Ersten Weltkriegs war Guttenberg kaiserlicher Marineoffizier auf dem Großkampfschiff Großer Kurfürst, das an der Skagerrakschlacht teilnahm. Nach dem Krieg setzte er sich für die Wiedereinführung der Monarchie in Bayern ein, war 1919 mit weiteren Offizieren an der Niederschlagung der Bayerischen Räterepublik beteiligt und wirkte 1920 beim Kapp-Putsch mit. Daneben war Guttenberg Mitglied des rechtsgerichteten adlig-bürgerlichen Interessenverbandes Gäa.
Von 1927 bis 1933 stand Guttenberg dem Bayerischen Heimat- und Königsbund vor und war 1933 in die Vorbereitungen der geplanten Machtübernahme durch Kronprinz Rupprecht involviert. Während der Röhm-Affäre 1934 war er vorübergehend inhaftiert. Bei Beginn des Zweiten Weltkrieges wurde Guttenberg 1939 zur Kriegsmarine einberufen und zum Kommandanten des Luxusschiffes Europa ernannt, welches vor Bremerhaven lag und bei der geplanten Invasion Englands als Truppentransporter zum Einsatz kommen sollte. 1940 traf eine britische Fliegerbombe die Europa. Dabei verwundet, verstarb Guttenberg kurze Zeit später in einem Lazarett in Würzburg.